# Фахриддинов, Зайниддин
Зайниддин Фахриддинов (узб. Zayniddin Faxriddinov; 8 февраля 1922 — 11 августа 2000) — узбекский селекционер и помолог, основатель узбекской школы лимоноводства. Зайниддин Фахриддинов считается пионером лимоноводства в Центральной Азии. Его разработки легли в основу технологии выращивания лимонов в условиях закрытого грунта и сложного климата. Он был удостоен звания Заслуженного агронома Узбекской ССР (1967) и стал почётным академиком Академии наук Узбекской ССР (1979).

## Биография
Зайниддин Фахриддинов родился 8 февраля 1922 года в поселке Салор Кибрайского района Ташкентской области в крестьянской семье. После окончания 6 класса он работал у отца. Из-за трудностей того времени он не смог получить не только высшего, но даже среднего образования.
Трудовую деятельность начал в 1938 году в колхозе Кибрайского района. С 1960 года — садовник колхозной теплицы, с 1966 года — руководитель бригады по цветоводству и цитрусоводству. Руководитель лимонного колхоза с 1988 по 2000 год.

## Вклад в акклиматизацию и селекцию лимонов

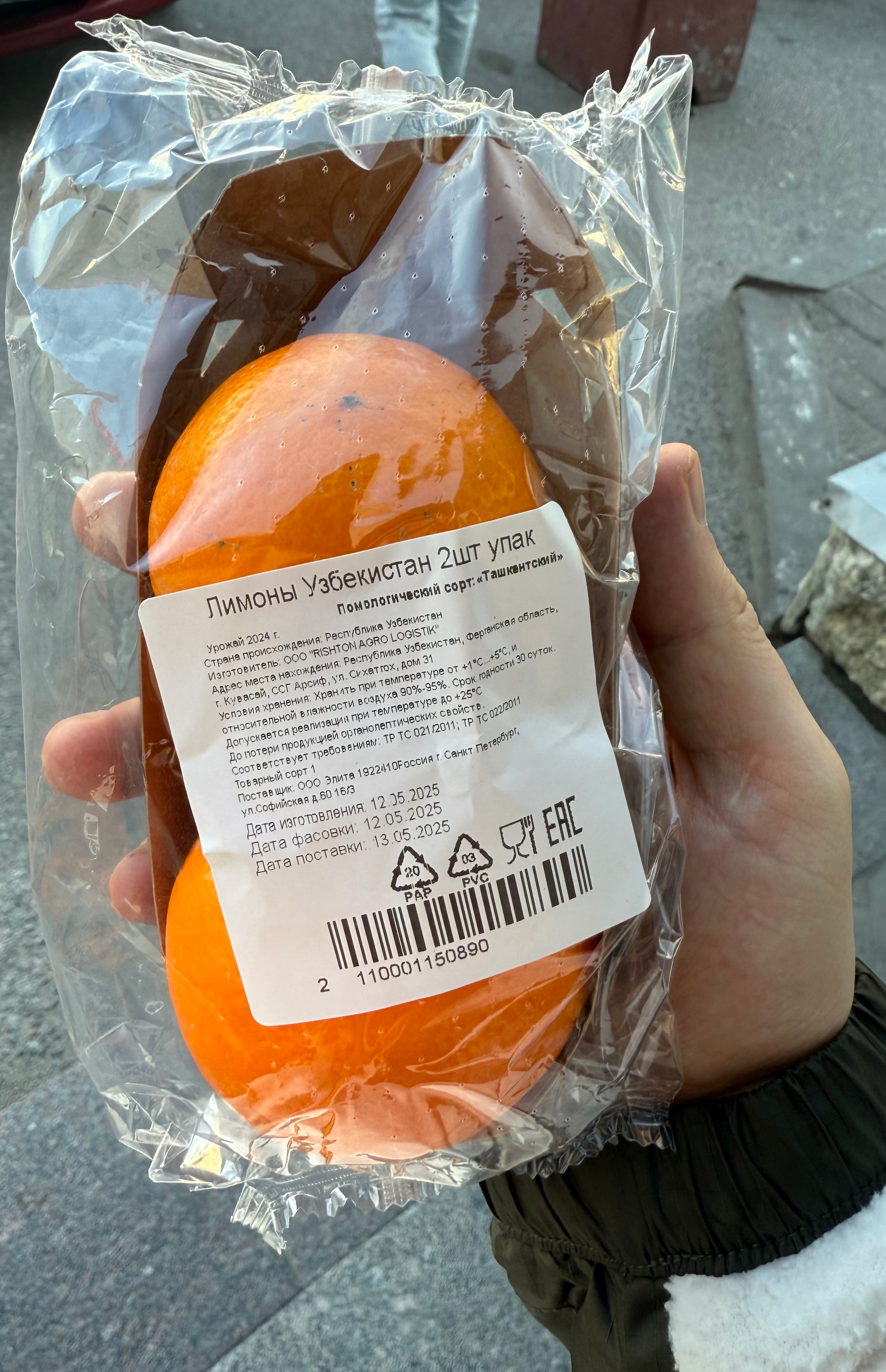
Плоды лимона сорта F1 «Ташкенский» в розничной упаковке

Попытка акклиматизации образца лимонного растения началась в 1932 году. В то время 15 ученых из Грузии при поддержке местных специалистов начали посадку и селекцию цитрусовых культур. Однако трехлетнее исследование не дало ожидаемых результатов. 
С конца 1940-х годов в Узбекистане предпринимались попытки выращивания лимонов с использованием саженцев из Китая, Италии, Греции, Грузии и Краснодарского края. В 1949 году в Узбекистан было завезено несколько сортов лимона, в том числе китайский «Мейер», грузинский «Новогрузинский», греческий «Новоафонский», итальянский «Лиссабон», «Диоскурия» из Краснодарского края, все они были переданы  ученым, заинтересованным в его выращивании. Но с годами ожидаемый результат от саженца лимона не был получен. Экстремальные климатические условия — жара летом и морозы зимой — мешали их успешной акклиматизации.
В 1957 году Зайниддин Фахриддинов привёз из Грузии саженцы лимона. При посадке он отказывается от традиционных методов и использует посадку в траншеи.  В октябре 1960 года на лимонных деревьях был собран богатый урожай. В 1967 году он вывел новый сорт — F1 «Ташкентский», скрестив китайский сорт «Мейер» с грузинским сортом «Новогрузин». В 1970 году он представил сорт F2 «Юбилейный» и получил патент на два сорта.  
Позже был заложен первый лимонный сад площадью 50 гектаров в Кибрае, где ежегодно собирали 2000–2500 тонн лимонов.
К 2020-м годам площадь лимонных садов в Узбекистане превысила 2300 гектаров, а объём урожая — 63 тысячи тонн. Узбекские лимоны экспортируются в страны Европы, США и Японию.

## Память
Сын Фахриддинова продолжил дело отца, разработав технологию выращивания лимонов в условиях искусственного тумана, защищающего от заморозков. Лимоны, выведенные Фахриддиновым, даже побывали в космосе — их взял с собой космонавт Владимир Джанибеков для изучения воздействия на организм в невесомости.